# قائمة التقسيمات الإدارية في الدول العربية
أسماء التقسيمات الإدارية في الدول العربية (الدول مرتبة ترتيبًا هجائيًا وفق اسمها المختصر). بعد اسم كل تقسيم تورد بين قوسين تسمية منصب الشخص القائم على التقسيم الإداري (المدير، إلخ.)
| الدولة                   | التقسيم الأولي | التقسيم الثانوي    | التقسيم الثالثي | التقسيم الرابعي | التقسيم الخامسي | ملاحظة                                      |
| ------------------------ | -------------- | ------------------ | --------------- | --------------- | --------------- | ------------------------------------------- |
| الأردن                   | محافظة         | لواء               | قضاء            | منطقة           | -               | التقسيم الإداري في الأردن                   |
| الإمارات العربية المتحدة | إمارة          | منطقة              | -               | -               | -               | إمارات دولة الإمارات العربية المتحدة        |
| البحرين                  | محافظة         | منطقة              | مجمع            | -               | -               | محافظات البحرين                             |
| الجزائر                  | الولاية        | الدائرة            | البلدية         | حي              | -               | التقسيم الإداري في الجزائر                  |
| السعودية                 | منطقة          | محافظة             | مركز            | هجرة            | -               | التقسيم الإداري في المملكة العربية السعودية |
| السودان                  | ولاية          | محافظة             | مديرية          | محلية           | -               | ولايات السودان                              |
| الصومال                  | إقليم          | مقاطعة             | -               | -               | -               | التقسيم الإداري في الصومال                  |
| العراق                   | محافظة         | قضاء               | ناحية           | حي              | محلة            | محافظات العراق                              |
| الكويت                   | محافظة         | منطقة              | قطعة            | -               | -               | التقسيم الإداري في الكويت                   |
| المغرب                   | الجهة          | العمالات والأقاليم | الدائرة         | القيادة         | الجماعة         | تقسيم إداري مغربي                           |
| اليمن                    | محافظة         | مديرية             | مدينة           | حي              | حارة            | تقسيم إداري يمني                            |
| تونس                     | الولاية        | المعتمدية          | البلدية         | العمادة         | -               | قائمة ولايات تونس                           |
| جزر القمر                | جزر            | بلدية              | -               | -               | -               | التقسيم الإداري في جزر القمر                |
| جيبوتي                   | منطقة          | قطاع               | -               | -               | -               | التقسيم الإداري في جيبوتي                   |
| سوريا                    | محافظة         | منطقة              | ناحية           | قرية            |                 | التقسيم الإداري في سوريا                    |
| عمان                     | محافظة         | ولاية              | مدينة           | نيابة           | قرية            | التقسيم الإداري في عمان                     |
| فلسطين                   | محافظة         | -                  | -               | -               | -               | تقسيمات الضفة الغربية الإدارية              |
| قطر                      | بلدية          | منطقة              | قطعة            | -               | -               | قائمة بلديات قطر                            |
| لبنان                    | محافظة         | قضاء               | بلدية           | محلة            | -               | قائمة محافظات لبنان                         |
| ليبيا                    | محافظة         | بلدية              | محلة            | -               | -               | التقسيم الإداري في ليبيا                    |
| مصر                      | محافظة         | مركز               | مدينة           | حي              | قسم             | يوجد تقسيمات أدنى مثل شياخة و قرية          |
| موريتانيا                | الولاية        | المقاطعة           | البلدية         | -               | -               | ولايات موريتانيا                            |